# Roger Handt
Roger Handt (* 19. September 1945 auf Fehmarn) ist ein deutscher Hörfunkmoderator im Ruhestand.

## Leben
Durch ein BBC-Radiointerview mit Dave Lee Travis in einer Diskothek in der Silvesternacht 1972 (Jahreswechsel 1972/73) wurde Günter Krenz vom WDR auf Roger Handt aufmerksam. Von Januar 1973 bis März 2013 arbeitete er dann als Musikredakteur und Moderator beim WDR. In dieser Zeit moderierte er verschiedene Sendungen: Popmeeting, Popcorner, Pop old – Pop new und Treffpunkt Musik sowie die Radiothek auf WDR 2 am Freitagabend – damals schon mit der Oldiequizsendung Question Mark. Er stellte für diverse Magazine die Musik zusammen. Samstagvormittags moderierte er als Musikredakteur zusammen mit Alfred Zerban die Magazinsendung Freie Fahrt ins Wochenend auf WDR 2, in der schwerpunktmäßig über den Themenbereich Auto und Verkehr sowie über Popmusik berichtet wurde. In dem  halbstündigen Format Flashback präsentierte Handt eine Oldieshow.
Nach einem dreijährigen Portugal-Aufenthalt (1981 bis 1984) kehrte Roger Handt zum WDR zurück und moderierte ab 1984 wieder fest im WDR-Hörfunkprogramm, zunächst Sendungen wie den Treffpunkt am Freitagnachmittag, die o. g. Freie Fahrt ins Wochenend am Samstagvormittag und ab 1986 zusätzlich  die Oldie-Show auf WDR 2. Letztere wurde die Stammsendung von Roger Handt und lief sonntagabends von 20:05 bis 22:00 Uhr im Rahmen der Sendereihe Musikclub. Im Vorfeld war das Interesse der Hörer an der o. g. Oldies-Rubrik Flashback stetig angewachsen.
Mit der Einführung von WDR 5 am 7. Oktober 1991 gab es eine Programmreform für die bisherigen WDR-Radiowellen; die Oldie-Show zog deshalb ab dem 13. Oktober 1991 ins Programm von WDR 1 um und verblieb dort bis zum 1. Januar 1995. Da WDR 1 zum 1. April 1995 in die Jugendwelle Eins Live umgewandelt wurde, zog die Oldiesendung bereits im Januar zurück zu WDR 2.
Ab dem 7. Januar 1995 gestaltete und moderierte Handt samstags die dreistündige Oldie-Show-Nachfolge Yesterday, in deren erster Stunde weiterhin Hörerwünsche erfüllt wurden. In der zweiten Stunde begann das „Yesterday-Quiz“, das Handt entwickelt hatte und Ähnlichkeiten mit der Rubrik Question Mark (s. o.) der früheren Radiothek aufwies. Darin konnten Hörer (und an jedem zweiten Samstag im Monat auch Studiogäste in der sog. WDR2-Arena) mitspielen, indem sie u. a. Fragen zu Politik, Musik, Sport, Kultur und Zeitgeist beantworteten. Richtig gelöste Quizfragen wurden mit CDs nach Wunsch oder Konzertkarten, zeitweise auch mit WDR-Fanartikeln wie etwa Bademänteln, belohnt.
Zudem moderierte Handt, neben gelegentlichen Einsätzen im ARD-weiten Nachtprogramm, von 1996 bis 2001 WDR 2 Roxy (montags 22:05 bis 23:30 Uhr) und seit 2002 die WDR 2 Classics (Sendungsname ab 2008: WDR 2 Musikclub-Classics, montags 21:05 bis 23:30 Uhr). Ende August 2010 gab er Moderation und Gestaltung dieser Sendung an Detlev Steinmetz und Udo Vieth ab. Als Erklärung sagte er in der Sendung: „Ich gehe so ein bisschen in Teil-Rente.“
Ab dem 8. September 2008 wurden in den Sendungen Roger Handts erstmals seit dem Umzug in das neue WDR2-Programmzentrum innerhalb des Funkhauses am Wallrafplatz Ende 1999 wieder vereinzelt Vinyl-Platten direkt abgespielt. Dies war seit der kompletten Digitalisierung bis zuletzt nicht möglich, da die Studios standardmäßig nicht mit Analogtechnik (Plattenspielern, Bandmaschinen) ausgerüstet worden waren.
Im Februar 2013 kündigte Roger Handt an, seine Tätigkeit beim WDR aus Altersgründen zu beenden; mit ironischem Unterton wies er darauf hin, aus demselben Jahrgang wie Eric Clapton zu stammen, der als Nächstes auf dem Programm stand, und fügte an: „Irgendwann muss man ja auch mal aufhören.“ Am 30. März 2013 wurde die letzte Ausgabe seiner Sendung Yesterday ausgestrahlt. Einige Jahre später, am 16. März und am 26. Oktober 2018 sowie am 6. September 2019, war Roger Handt nochmals im Radio zu hören, diesmal als Gast und Zeitzeuge im Rahmen von 70er- und 80er-Jahre-Wochenenden auf WDR 4.
Roger Handt ist mit der ehemaligen WDR-Intendantin Monika Piel verheiratet. Er hat eine Tochter und lebt in der Voreifel.